# Yonderboi

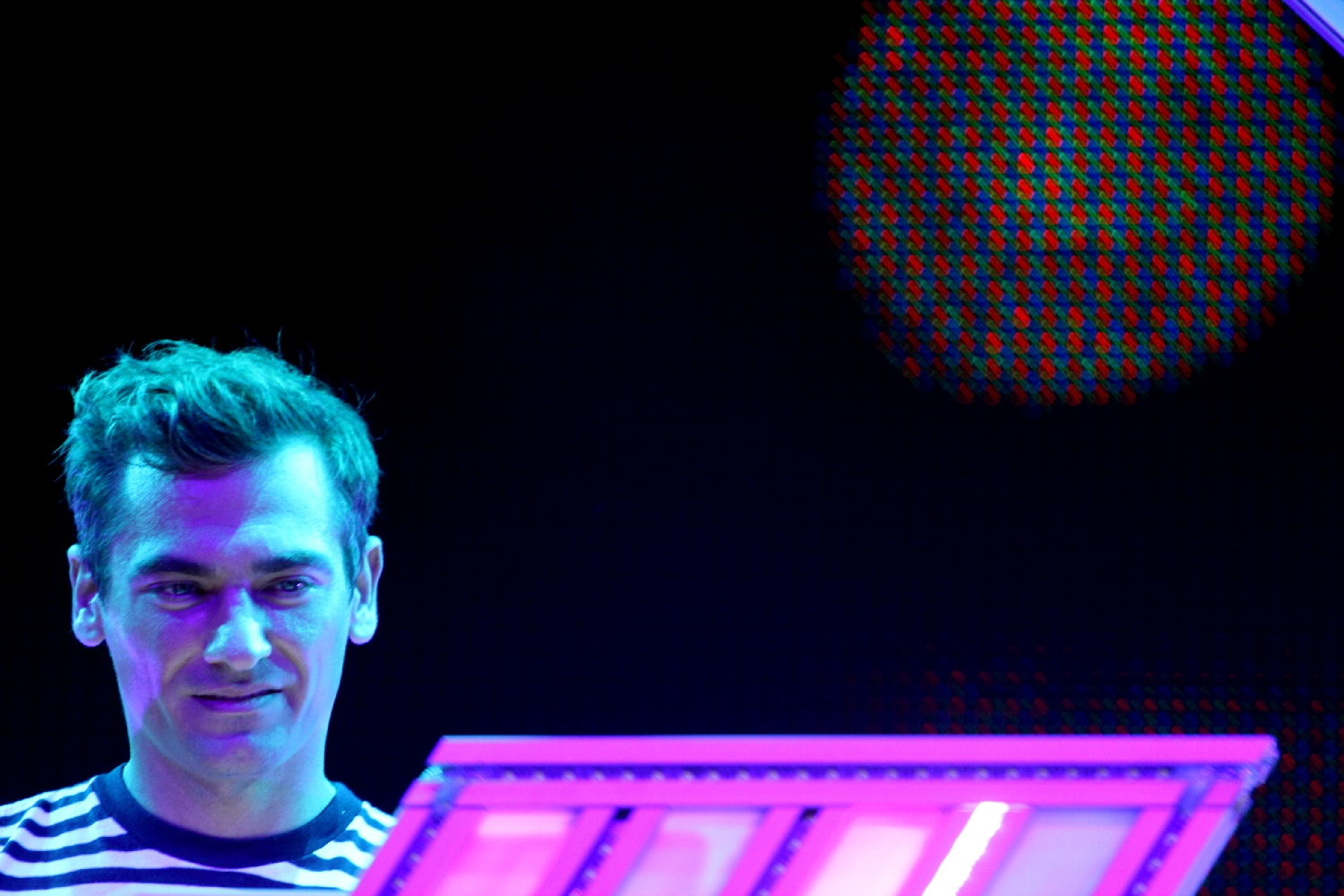
Yonderboi 2006

László Fogarasi, pseud. artystyczny Yonderboi (ur. w 1980 w Kaposvár) – węgierski kompozytor, jego styl to połączenie muzyki elektronicznej, jazzu, hip-hopu, folku i mrocznej kameralistyki.
Muzyką elektroniczną zajmuje się od szkoły średniej. Mając 16 lat wysłał swoje demo do budapeszteńskiego Juice Records, co zaowocowało wydaniem singla pt. Cinnamon Kisses. W 1998 nagrał Pink Solidism (instrumentalna wersja Riders on the storm grupy The Doors), którą wydano na składance Future Sound of Budapest, vol.2. Dwa lata później wydano jego debiutancką płytę Shallow and Profound, po czym stał się artystą rozpoznawanym na świecie. W 2005 wydał drugą płytę – Splendid Isolation.
Jego pseudonim pochodzi od imienia (Yonderboy) jednego z bohaterów powieści Neuromancer.

## Dyskografia
Albumy
- 2000: Shallow and Profound
- 2001: Rough and Rare (nieoficjalna!)
- 2005: Splendid Isolation
- 2011: Passive Control

Single
- 1998: Cinnamon Kisses EP
- 2000: Pabadam
- 2005 : Were You Thinking of Me?
- 2006: People Always Talk About The Weather

## Wideografia
Wideo
- 2001: Road Movie
- 2005: Were You Thinking of Me?
- 2006: People Always Talk About The Weather